# Жълтогуша овесарка
Жълтогуша овесарка (Emberiza aureola) е вид птица от семейство Овесаркови (Emberizidae). Видът е застрашен от изчезване.

## Разпространение и местообитание
Разпространен е в Бангладеш, Виетнам, Индия, Казахстан, Камбоджа, Китай, Лаос, Малайзия, Мианмар, Монголия, Непал, Оман, Пакистан, Русия, Северна Корея, Сингапур, Тайланд, Финландия, Хонконг, Южна Корея и Япония.